# 辛叡恩
辛叡恩（： Shin Ye Eun；1998年1月18日—），韓國女演員、主持人。2018年，通過青春愛情網絡劇《A-TEEN》以演員身份出道。2019年3月，主演tvN奇幻懸疑劇《會讀心術的那小子》，憑藉該劇獲得韓國電視劇節年度明星獎 ；同年7月，成為KBS音樂節目《音樂銀行》第35代固定主持人 。2020年3月，主演KBS奇幻愛情劇《快過來》 ；同年確認主演JTBC浪漫愛情喜劇《境遇之數》。

## 影視作品

### 電影
| 年份 | 片名                 | 角色   | 備註 |
| 2025 | 《給我一首琴的時間》 | 朴仁熙 |      |

### 劇集
| 年份   | 播放平台 | 劇名                                     | 角色   | 備註     |
| 2018   | Playlist | 《A-TEEN》                               | 都荷娜 | 主角     |
| 2019   | tvN      | 《會讀心術的那小子》                     | 尹在仁 | 主角     |
| 2019   | Playlist | 《A-TEEN 2》                             | 都荷娜 | 特別出演 |
| 2020   | KBS2     | 《快過來》                               | 金率雅 | 主角     |
| 2020   | JTBC     | 《境遇之數》                             | 景雨妍 | 主角     |
| 2021   | KBS2     | 《Drama Special—一記彈腦門對離別的影響》 | 吳眞   | 主角     |
| 2022   | Disney+  | 《警校菜鳥》                             | 張少妍 | 特別出演 |
| 2022   | tvN      | 《柔美的細胞小將2》                      | 劉多恩 | 配角     |
| 2022   | Disney+  | 《第三人稱復仇》                         | 玉燦美 | 主角     |
| 2022   | Netflix  | 《黑暗荣耀》                             | 朴涎鎮 | 少年时期 |
| 2023   | SBS      | 《花書生熱愛史》                         | 尹端午 | 主角     |
| 2024   | tvN      | 《正年》                                 | 許英諝 | 配角     |
| 2025   | Disney+  | 《濁流之爭》                             | 崔恩   | 主角     |
| 2025   | JTBC     | 《百次的回憶》                           | 徐鍾熙 | 主角     |
| 待公布 | ENA      | 《死守醫生》                             |        | 主角     |

### MV
| 年份 | 歌手            | 歌曲名称            | 備註 |
| 2018 | DAY6            | 〈Shoot Me〉        |      |
| 2019 | Brown Eyed Soul | 〈Right〉           |      |
| 2021 | 鄭允浩          | 〈不眠（La Rosa）〉 |      |

## 音樂作品

### 電視原聲帶
| 年份 | 曲名                             | 收錄專輯             | 合唱藝人   |
| 2020 | 〈별똥별(Shooting star)〉        | 《快過來》OST Part.1 |            |
| 2024 | 〈사랑가〉                       | 《正年》OST Part.2   | 梅蘭國劇團 |
| 2024 | 〈아이고 춘향아, 아이고 서방님〉 | 《正年》OST Part.2   | 梅蘭國劇團 |
| 2024 | 〈생사는 천륜이라 (영서&주란)〉  | 《正年》OST Part.5   | 梅蘭國劇團 |

### 單曲
| 年份 | 曲名               | 收錄專輯 | 合唱藝人 |
| 2021 | 〈不眠 (La Rosa)〉 | 《Noir》 | 鄭允浩   |

## 綜藝作品

### 網路綜藝
| 上線日期                | 網路平台 | 節目名稱           | 集數 | 備註                                                                            |
| 2019年3月22日           | Youtube  | 四方旅行：西班牙篇 |      | JYP Pictures自製旅行真人實境秀                                                  |
| 2019年9月6日-9月27日    | Youtube  | 辛叡恩的秘密濟州   |      | npio娛樂自製旅行真人實境秀                                                      |
| 2020年11月23日-12月14日 | KAKAO TV | 辛叡恩的faceID     | 4    | KAKAOTV自製真人實境秀，因平台經營方針於2024年2月上傳於SVBR_Storage的Youtube頻道 |

### 節目主持
- 2019年：KBS2《Music Bank》（2019年7月5日－2020年7月17日），與崔普閔（Golden Child）共同主持
- 2020年：京畿道富川市（10月23日，韓國漫畫博物館），擔任第22届富川國際動畫電影節BIAF2020開幕式司儀
- 2021年：KBS第2FM《辛叡恩的提高音量（朝鲜语：볼륨을 높여요）》（2021年11月1日－2022年7月29日）

### 綜藝出演
- 2023年：SBS《Running Man》第649、680、681集（4月9日、11月19日、11月26日）
- 2023年：MBC《全知干預視角》第239（3月18日）

## 粉絲見面會
| 年份                                                  | 日期    | 城市     | 地點           | 備註               |
| A-TEEN FAN MEET-UP                                    |         |          |                |                    |
| 2019                                                  | 7月13日 | 首爾     | COEX Artium    | 與《A-TEEN》主演群 |
| SHIN YE EUN 1st Fan Meeting in Taipei 'The Milky Way' |         |          |                |                    |
| 2025                                                  | 5月10日 | 臺灣臺北 | 三重綜合體育館 | [ 4 ]              |

## 提名與獲獎列表
| 年度   | 頒獎典禮               | 獎項                                | 作品                       | 結果 |
| 2019年 | 第17屆韓國品牌大賞     | 女子新星獎                          | 不適用                     | 獲獎 |
| 2019年 | 第12屆韓國電視劇節     | 年度明星賞                          | 會讀心術的那小子           | 獲獎 |
| 2019年 | KBS演藝大賞            | 最佳情侶獎 (與崔普閔)               | Music Bank                 | 獲獎 |
| 2019年 | KBS演藝大賞            | Show/娛樂部門新人獎                 | Music Bank                 | 提名 |
| 2020年 | KBS演技大賞            | 女子新人獎                          | 快過來                     | 獲獎 |
| 2023年 | 第2屆青龍系列大獎      | 電視劇部門 新人女演員賞             | 第三人稱復仇               | 獲獎 |
| 2023年 | 第30屆SBS演技大賞      | 最佳情侶獎（與厲雲）                | 花書生熱愛史               | 提名 |
| 2023年 | 第30屆SBS演技大賞      | 迷你劇浪漫及喜劇部門 女子優秀演技獎 | 花書生熱愛史               | 獲獎 |
| 2023年 | 第九屆APAN Star Awards | 女子演技獎                          | 花書生熱愛史、第三人稱復仇 | 獲獎 |

## 外部連結
- npio官方網站（页面存档备份，存于）
- 辛叡恩的Instagram帳戶（页面存档备份，存于） 
- 辛叡恩在NAVER上的资料
- 辛叡恩在Daum上的资料
- 辛叡恩在韩国电影数据库（KMDb）上的資料（韓語）
- 辛叡恩在互联网电影资料库（IMDb）上的資料（英文）
- 辛叡恩在HanCinema的頁面（英文）